# Александер (округ, Іллінойс)
Шаблон:StateAbbr_ 37°11′ пн. ш. 89°20′ зх. д. / 37.19° пн. ш. 89.34° зх. д.
Округ  Александер (англ. Alexander County) — округ (графство) у штаті  Іллінойс, США. Ідентифікатор округу 17003.

## Історія
Округ утворений 1819 року.

## Демографія
За даними перепису 
2000 року 
загальне населення округу становило 9590 осіб, зокрема міського населення було 3952, а сільського — 5638.
Серед мешканців округу чоловіків було 4760, а жінок — 4830. В окрузі було 3808 домогосподарств, 2475 родин, які мешкали в 4591 будинках.
Середній розмір родини становив 2,99.
Віковий розподіл населення поданий у таблиці:
| Стать    | До 15 років | 15-21 | 22-29 | 30-39 | 40-49 | 50-65 | 65-85 | Понад 85 |
| -------- | ----------- | ----- | ----- | ----- | ----- | ----- | ----- | -------- |
| Чоловіки | 1023        | 478   | 452   | 705   | 716   | 734   | 577   | 75       |
| Жінки    | 981         | 432   | 426   | 553   | 683   | 784   | 812   | 159      |

## Суміжні округи
- Юніон — північ
- Баллард, Кентуккі — південний схід
- Пуласкі — схід
- Міссісіпі, Міссурі — південь
- Скотт, Міссурі — захід
- Кейп-Джірардо, Міссурі — північний захід

## Виноски
1. ↑  U.S. Decennial Census. United States Census Bureau. Архів оригіналу за 26 квітня 2015. Процитовано 3 липня 2014.
2. ↑  Historical Census Browser. University of Virginia Library. Архів оригіналу за 30 травня 2019. Процитовано 3 липня 2014.
3. ↑  Population of Counties by Decennial Census: 1900 to 1990. United States Census Bureau. Архів оригіналу за 24 квітня 2014. Процитовано 3 липня 2014.
4. ↑  Census 2000 PHC-T-4. Ranking Tables for Counties: 1990 and 2000 (PDF). United States Census Bureau. Архів оригіналу (PDF) за 18 грудня 2014. Процитовано 3 липня 2014.
5. ↑  State & County QuickFacts. United States Census Bureau. Архів оригіналу за 6 червня 2011. Процитовано 3 липня 2014. [Архівовано 2011-06-06 у Wayback Machine.](англ.) Наведено за англійською вікіпедією.
6. ↑  American FactFinder. Бюро перепису населення США. Архів оригіналу за 26 лютого 2012. Процитовано 31 січня 2008. [Архівовано 2008-05-21 у Wayback Machine.]

| США | Це незавершена стаття з географії США. Ви можете допомогти проєкту, виправивши або дописавши її. |